# Asahi AA
De Asahi AA is een door het Japanse  Miyata Manufacture gebouwde motorfiets uit 1933 en was in productie tot in 1939.
De AA was de eerste in massa vervaardigde motorfiets in Japan. In totaal zijn er 40.000 exemplaren van gebouwd.
In 1933 begon Miyata met de bouw van een nieuwe motorfiets. Haar frame was opgebouwd uit koud-geperste staalplaat, dat minder sterk maar goedkoper en makkelijker te verkrijgen was dan de later veel gebruikte stalen buizen. De krachtbron was een luchtgekoelde 175cc tweetaktmotor die 5Pk kon voortbrengen.
Vanwege de invasie van China door Japan en de daarop volgende wereldoorlog werd de productie van motorfietsen vanaf 1939 ingeperkt en moest Miyata zich steeds meer toeleggen op fabricage voor de strijdkrachten.